# Lira (torpilleur)
Pour les articles homonymes, voir Lira.
Le Lira (fanion « LR » était un torpilleur italien de la classe Spica - type Alcione lancé en 1937 pour la Marine royale italienne (en italien : Regia Marina). 

## Conception et description
Les torpilleurs de la classe Spica devaient répondre au traité naval de Londres qui ne  limitait pas le nombre de navires dont le déplacement standard était inférieur à 600 tonnes. Hormis les 2 prototypes, 3 autres types ont été construits : Alcione, Climene et Perseo. Ils avaient une longueur totale de 81,42 à 83,5 mètres, une largeur de 7,92 à 8,20 mètres et un tirant d'eau de 2,55 à 3,09 mètres. Ils déplaçaient 652 à 808 tonnes à charge normale, et 975 à 1 200 tonnes à pleine charge. Leur effectif était de 6 à 9 officiers et de 110 sous-officiers et marins
Les Spica étaient propulsés par deux turbines à vapeur à engrenages Parsons , chacune entraînant un arbre d'hélice et utilisant la vapeur fournie par deux chaudières Yarrow. La puissance nominale des turbines était de 19 000 chevaux-vapeur (14 000 kW) pour une vitesse de 33 nœuds (61 km/h) en service, bien que les navires aient atteint des vitesses supérieures à 34 nœuds (62,97 km/h) lors de leurs essais en mer alors qu'ils étaient légèrement chargés. Ils avaient une autonomie de 1 910 milles nautiques (3 540 km) à une vitesse de 15 nœuds (27,7 km/h)
Leur batterie principale était composée de 3 canons 100/47 OTO Model 1937. La défense antiaérienne (AA) des navires de la classe Spica était assurée par 4 mitrailleuses jumelées Breda Model 1931 de 13,2 millimètres. Ils étaient équipés de 2 tubes lance-torpilles de 450 millimètres (21 pouces) dans deux supports jumelés au milieu du navire.  Les Spica étaient également équipés de  2 lanceurs de charges de profondeur et d'un équipement pour le transport et la pose de 20 mines.

## Construction et mise en service
Le Lira est construit par le chantier naval Cantieri del Quarnaro à Fiume en Croatie, et mis sur cale le 7 décembre 1936. Il est lancé le 12 septembre 1937 et est achevé et mis en service le 1er janvier 1938. Il est commissionné le même jour dans la Regia Marina.

## Histoire de service
Dans sa première période d'activité, le torpilleur Lira est basé en Sicile.
Lorsque l'Italie entre dans la Seconde Guerre mondiale, le navire fait partie du VIIIe escadron de torpilleurs basé à Rhodes, qui est formé avec les navires-jumeaux (sister ships) Lupo, Libra et Lince. Il est d'abord employé dans la mer Égée et plus tard également en Afrique du Nord. Au total, au cours du conflit, il a effectué 100 missions d'escorte de convois, plus d'autres transports de troupes et des patrouilles anti-sous-marines, abattant quatre avions ennemis au cours de ces missions.
Au cours de 1941, le torpilleur est modifié avec l'élimination des inefficaces mitrailleuses de 13,2 mm et leur remplacement par 8 canons de 20/65 mm,. Deux autres lanceurs de charges de profondeur sont également embarqués.
Dans la nuit du 21 au 22 mai 1941, le Lira participe aux opérations de sauvetage des naufragés d'un convoi de caïques à destination de la Crète qui, malgré la défense du torpilleur Lupo, est partiellement détruit par une formation britannique prépondérante (croiseurs HMS Dido (37), HMS Ajax (22) et HMS Orion (85), destroyers HMS Kimberley (F50), HMS Hasty (H24), HMS Hereward (H93) et HMS Janus (F53)).
Le 28 mai 1941, pendant la bataille de Crète, le Lira, avec ses navires-jumeaux Lince et Libra et le vieux destroyer Crispi, est affecté à l'escorte de convois (les vapeurs Giorgio Orsini, Giampaolo et Tarquinia, les remorqueurs Aguglia et Impero, les navires à moteur Assab et Addis Ababa, le vapeur fluvial Porto di Roma, les navires à moteur Sant'Antonio, San Giorgio, Pluto et Navigatore, le pétrolier Nera, les pontons portuaires CG 89 et CG 167) qui, partis de Rhodes la veille, auraient dû transporter et débarquer dans la baie de Sitia (Crète) un corps expéditionnaire italien composé de 2 450 hommes, 13 chars, 350 mules, deux voitures et autant de camions, du matériel et de l'artillerie, des fournitures et des munitions pour cinq jours. A 15h45 du même jour, alors qu'ils sont en vue de Sitia, juste avant le début du débarquement, les trois torpilleurs sont rappelés pour d'autres tâches (les opérations de débarquement se déroulent néanmoins sans problèmes).
Le 24 septembre 1942, le Lira et son navire-jumeau Libra, escortant le pétrolier Proserpina, rejoignent au large de la Crète un convoi (vapeurs Menes et Anna Maria Gualdi, destroyer da Recco, torpilleurs Lupo, Sirio et Castore) qui quitte le Pirée pour Tobrouk. L'un des deux torpilleurs lutte pendant un certain temps avant de pouvoir se positionner correctement au sein de la formation. Malgré une attaque aérienne nocturne, au cours de laquelle le convoi connait un moment de désarroi temporaire, les marchands s'étant rangés après avoir confondu un coup de feu tiré par un torpilleur sur un avion avec le signal convenu - mais de jour - pour signaler une attaque sous-marine, tous les navires peuvent atteindre leur destination sans encombre, le lendemain.
Dans la nuit du 25 au 26 octobre de la même année, le convoi - le pétrolier Proserpina (avec 4 553 tonnes de carburant à bord) et les vapeurs Tergestea (avec 1 000 tonnes de carburant et 1 000 tonnes de munitions à bord) et Dora (avec une cargaison de 400 tonnes de fournitures) - que le Lira escorte, avec son navire-jumeau Partenope, le torpilleur d'escorte moderne Ciclone et l'ancien torpilleur Calatafimi, de Tarente à Tobrouk, est attaqué par des bombardiers britanniques sans aucun dommage. Entre 12h10 et 12h30 le 26 octobre, le convoi subit un second bombardement par 18 Vickers Wellington du 98th Bombardment Group (98e groupe de bombardement), dont il sort à nouveau indemne. À 15h25, alors que le Proserpina est arrêté pour cause de panne et assisté par le Calatafimi, le convoi - également protégé par une escorte aérienne composée de deux bombardiers Junkers Ju 88, deux chasseurs Macchi M.C.202 "Folgore" et un chasseur Messerschmitt Bf 109 - qui a continué, est attaqué par huit bombardiers-torpilleurs Bristol Beaufort du 47° Squadron (47e escadron) et cinq bombardiers Bristol Blenheim du 15° Squadron (15e escadron) du South African Air Force (Armée de l'air sud-africaine), escortés par neuf Bristol Beaufighter des Squadrons 252 et 272 (escadrons 252 et 272). La réaction de l'escorte abat deux avions et en endommage deux autres, après quoi les autres se retirent, le Proserpine, leur cible, étant absent. Après des attaques aériennes plus violentes (au cours desquelles trois avions britanniques sont détruits et deux autres endommagés, tandis qu'un Junkers Ju 88 est également endommagé) le Proserpine, à 14h30, est touché et coule en flammes à 30 milles nautiques (55 km) par 320° de Tobrouk. Le Lira et le Calatafimi sauvent 62 des 77 hommes à bord du pétrolier. Même le reste du convoi n'arrive pas à destination indemne. Vers 18 heures, les navires sont attaqués par trois Wellington de la 38e escadron et le Tergestea est touché par une torpille et coule à la poition géographique de 32° 02′ N, 24° 04′ E après une explosion colossale, entraînant avec lui tout l'équipage de 80 hommes. L'un des trois Wellington est abattu, mais seul le Dora a pu atteindre le port de destination.
Le 29 octobre 1942, le Lira remorque à Tobrouk le pétrolier Rondine, l'un des derniers navires à pouvoir apporter sa cargaison de carburant en Libye.
Le 31 octobre à 10h56, le convoi - le pétrolier Cerere, les vapeurs Galiola et Ardena (ce dernier allemand) - que le Lira escorte, ainsi que les torpilleurs plus anciens Calatafimi et Solferino, à une dizaine de mille nautiques (19 km) s au sud du cap Sounion (Grèce), est attaqué avec le lancement de trois torpilles, par le sous-marin britannique HMS Taku (N38), à la position géographique de 37° 30′ N, 24° 03′ E. Aucune des torpilles ne fait mouche et les unités d'escorte réagissent en larguant cinq grenades sous-marines, trop éloignées pour endommager le sous-marin. À 12h37, le HMS Taku lance deux autres torpilles, également sans succès, et en guise de contre-attaque, les navires italiens effectuent cinq passages en larguant deux grenades sous-marines à chaque fois, mais sans pouvoir causer de dommages à leur tour (bien que certaines charges aient explosé assez près du HMS Taku)[8].
Au printemps 1943, avant la chute de la Tunisie, le Lira participe à l'évacuation des troupes italo-allemandes de Bizerte.
La proclamation de l'armistice du 8 septembre 1943 (armistice de Cassibile) surprend le navire à La Spezia, où il s'est arrêté pour des travaux et dans ce port, ne pouvant plus bouger, le Lira se saborde le 9 septembre 1943 pour éviter d'être capturée.
Remis à flot par les Allemands le 15 mai 1944, le torpilleur est incorporé dans la Kriegsmarine sous le nom de TA 49 (Torpedoboote Ausland), mais les réparations ne seront jamais terminées.
En effet, le 4 novembre 1944, lors d'un raid aérien américain, le TA 49 est touché et coulé dans le port de La Spezia.
L'épave du torpilleur est récupérée le 17 décembre 1948 et commence sa mise à la ferraille,.

### Commandement
- Lieutenant de vaisseau (Tenente di vascello) Agostino Caletti (né à Milan le 15 novembre 1912)

## Sources
- (it) Cet article est partiellement ou en totalité issu de l’article de Wikipédia en italien intitulé « Lira (torpediniera) » (voir la liste des auteurs).